# 프란시스코 아르세
프란시스코 하비에르 "치키" 아르세 롤론(스페인어: Francisco Javier "Chiqui" Arce Rolón, 1971년 4월 2일, 아순시온 ~ )은 파라과이의 전 축구 선수이자 세로 포르테뇨의 감독이다. 선수 시절에는 오른쪽 풀백으로 활동했으며, 1995년부터 2002년까지 파라과이 축구 국가대표팀에서 총 61경기를 뛰었다.

## 1998 프랑스 월드컵
아르세는 1998년 FIFA 월드컵 지역 예선에서 조국을 12년만의 본선 진출을 이끌었고, 본선 조별리그에서 스페인, 나이지리아, 불가리아를 상대로 1승 2무의 성적을 거두면서 12년만의 16강 진출을 이끌었다.
그러나 개최국 프랑스와의 16강전에서 상대 수비수 로랑 블랑에게 골든골을 내주면서 짐을 싸야 했다.

## 2002 한일 월드컵
파라과이는 스페인, 남아공, 슬로베니아와 B조에 편성됐다.
아르세는 남아공과의 첫 경기에서 1골 1도움을 올리며 이 경기의 맨 오브 더 매치에 선정됐다.
이후 스페인과의 2차전에서 3대 1로 패했으나, 슬로베니아와의 최종전에서 3대 1 완승을 이끌어내면서 2회 연속 16강 진출을 이끌었다.
그러나 독일과의 16강전에서 압도적인 경기를 펼치고도 상대 골키퍼 올리버 칸의 선방으로 많은 득점 기회를 놓쳤으며, 결국 후반 43분 올리버 뇌빌에 결승골을 내주면서 2개 대회 연속으로 16강에 머물렀다.

## 경력
- 1992 바르셀로나 올림픽 국가대표
- 1995 코파 아메리카 국가대표
- 1997 코파 아메리카 국가대표
- 1998 프랑스 월드컵 국가대표
- 1999 코파 아메리카 국가대표
- 2002 한일 월드컵 국가대표